# Duran (Gers)
Duran é uma comuna francesa na região administrativa da Occitânia, no departamento de Gers. Estende-se por uma área de 6.59 km², e possui 861 habitantes, segundo o censo de 2018, com uma densidade de 130 hab/km².